# Catharina Lodders
Catharina Lodders (Haarlem, 18 agosto 1942) è una modella olandese, eletta Miss Mondo nel 1962.

## Biografia
Eletta dodicesima Miss Mondo nel 1962, è stata la seconda donna dei Paesi Bassi a vincere il titolo dopo Corine Rottschäfer nel 1959.
Nel 1964 Catharina Lodders ha sposato il celebre cantante statunitense Chubby Checker, l'inventore del twist.